# Aeroportul Ouarzazate
Aeroportul Ouarzazate (IATA: OZZ, ICAO: GMMZ) este un aeroport din Ouarzazate, Ouarzazate Province⁠(d), Drâa-Tafilalet⁠(d), Maroc ce deservește zona Ouarzazate. Aeroportul a fost tranzitat în 2022 de 69.237 de pasageri. A fost numit după zona deservită.
Situat la o altitudine de 1.153 m, aeroportul dispune de 1 pistă. Este operat de Moroccan Airports Authority⁠(d).

## Infrastructură

### Piste
Eroare Lua în Modul:Runway la linia 26: attempt to concatenate local 'surface' (a nil value)